# Choraginae
Sous-famille
Les Choraginae sont une sous-famille d'insectes de l'ordre des coléoptères.

## Genres rencontrés en Europe
- Araecerus Schoenherr, 1823
- Araeocerodes Blackburn, 1900
- Choragus Kirby, 1819
- Pseudochoragus Petri, 1912
- Xenorchestes Wollaston, 1854

## Liste des tribus et genres
Selon ITIS (27 août 2014) :
- tribu Araecerini Lacordaire, 1876
- tribu Choragini Kirby, 1819
- tribu Cisanthribini Zimmerman, 1994

Selon NCBI (27 août 2014) :
- genre Araecerus
  - Araecerus fasciculatus
- genre Choragus
  - Choragus sheppardi

Selon Paleobiology Database (27 août 2014) :
- Choragini
- genre Cretochoragus